# 176-я стрелковая дивизия (2-го формирования)
176-я стрелковая дивизия (2-го формирования) — воинское соединение Вооружённых сил СССР в Великой Отечественной войне

## История
Сформирована 20.02.1944 на базе 65-й отдельной морской стрелковой бригады и 80-й отдельной морской стрелковой бригады на Карельском фронте
C 21.06.1944 года принимала участие в Свирско-Петрозаводской наступательной операции, 23.06.1944 года участвовала в освобождении Медвежьегорска, наступала в направлении на Поросозеро, где понесла большие потери.
21.07.1944 года части именно этой дивизии первыми вышли на государственную границу с Финляндией.
В августе 1944 года стрелковые полки 176-й и 289-й дивизии были окружены финской армией в районе Иломантси. К 2 августа 176-я и 289-я стрелковые дивизии были изолированы друг от друга и разделены на несколько обособленных частей, после чего финны попытались уничтожить блокированные части с помощью авиации и мелких мобильных групп 21-й пехотной бригады. В окружении оказался также медсанбат с ранеными и артиллерийский полк 176-й дивизии, которые невозможно было вывести лесными тропами. По воспоминаниям участников событий, командующий Карельским фронтом К .А. Мерецков сказал по радиосвязи командиру 176-й стрелковой дивизии В. И. Золотарёву: «Сколько ещё будете сидеть в окружении? Финны вас скоро колючей проволокой обмотают, выводите людей, а железа в Советском Союзе много». В ночь с 8 на 9 августа 1944 года стрелковые части 176-й дивизии пробились из окружения, оставив финнам всю материальную часть.
В дальнейшем дивизия была отведена в Вологду на отдых и пополнение, после чего участвовала в Восточно-Прусской и Пражской операциях.

## Полное название
176-я стрелковая Мазурская Краснознамённая ордена Суворова дивизия

## Подчинение
- Карельский фронт, 32-я армия — на 01.04.1944 года
- Карельский фронт, 32-я армия, 135-й стрелковый корпус — на 01.10.1944 года
- 3-й Белорусский фронт, 31-я армия, 135-й стрелковый корпус — на 01.01.1945 года
- 3-й Белорусский фронт, 31-я армия, 36-й стрелковый корпус — на 01.04.1945 года
- 3-й Украинский фронт, 31-я армия, 36-й стрелковый корпус — с 21.04.1945 года

## Состав
- 52-й стрелковый полк
- 55-й стрелковый полк
- 63-й стрелковый полк
- 728-й артиллерийский полк
- 33-й отдельный истребительно-противотанковый дивизион
- 64-я разведывательная рота
- 243-й сапёрный батальон
- 197-й отдельный батальон связи (1405-я отдельная рота связи)
- 128-й медико-санитарный батальон
- 80-я отдельная рота химической защиты
- 368-я автотранспортная рота
- 105-я полевая хлебопекарня
- 331-й дивизионный ветеринарный лазарет
- 738-я полевая почтовая станция
- 1668-я полевая касса Госбанка

## Командиры
- Каверин, Алексей Григорьевич (12.02.1944 — 18.04.1944), полковник;
- Золотарёв Василий Иванович (19.04.1944 — 11.05.1945), полковник, с 20.04.45 генерал-майор.

## Награды и наименования
| Награда (наименование)            | Дата               | За что награждена |
| --------------------------------- | ------------------ | --- |
| Орден Красного Знамени            | 13 декабря 1942 г. | За образцовое выполнение боевых заданий командования на фронте борьбы с немецкими захватчиками и проявленные при этом доблесть и мужество                                            |
| Почётное наименование «Мазурская» | 5 апреля 1945 г.   | присвоено приказом Верховного Главнокомандующего № 053 от 5 апреля 1945 года за отличие в боях с немецкими захватчиками в районе Мазурских озёр.                                     |
| Орден Суворова II степени         | 26 апреля 1945 г.  | За образцовое выполнение заданий командования в боях с немецкими захватчиками при разгроме группы немецких войск юго-западнее Кёнигсберга и проявленные при этом доблесть и мужество |

## Отличившиеся воины дивизии
- Бабошин, Василий Петрович, командир отделения 243-го отдельного сапёрного батальона, старший сержант. Полный кавалер Ордена Славы. Награждён за отличие в боях июня 1944 года под Медвежьегорском, июля-августа 1944 года в районе Поросозера, января 1945 года под городом Барцяны. Перенаграждён 07.06.1968 Орденом Славы 1 степени, вместо второго ордена Славы II степени.
- Папоян, Рубен Арташесович, рядовой, разведчик-наблюдатель 728 артиллерийского полка.[2]
- Шабунин, Пётр Иванович, командир отделения взвода разведки 63 стрелкового полка. 26.01.45.г. в районе Мазурских озёр старший группы разведчиков т. Шабунин во время выполнения боевого задания встретился с группой противников 25 человек. Ст. сержант Шабунин умело организовал оборону и начал истреблять вражескую группу. Благодаря умелому руководству т. Шабунина, противник потерял 12 чел. убитыми и отошёл. Лично т. Шабунин в этом бою уничтожил 5 немцев.